# 12 Brygada Ochrony Pogranicza
12 Brygada Ochrony Pogranicza – zlikwidowana brygada w strukturze organizacyjnej Wojsk Ochrony Pogranicza pełniący służbę graniczną na granicy morskiej.
.

## Formowanie i zmiany organizacyjne
12 Brygada Ochrony Pogranicza JW 1836 (Zarządzenie SzSG Nr 053/Org. 30 marca 1946) została sformowana w 1948 na bazie Bałtyckiego Oddziału WOP nr 4, na podstawie rozkazu MON nr 055/org. z 20 marca 1948. Brygada posiadała trzy bataliony, a stan etatowy wynosił 1379 żołnierzy i 12 pracowników cywilnych.
Podporządkowana została Głównemu Inspektoratowi Ochrony Pogranicza. Zaopatrzenie nadal realizowane było przez kwatermistrzostwo okręgu wojskowego. Rozkazem Ministra Obrony Narodowej nr 205/Org. z 4 grudnia 1948, z dniem 1 stycznia 1949, Wojska Ochrony Pogranicza podporządkowano Ministerstwu Bezpieczeństwa Publicznego. Zaopatrzenie brygady przejęła Komenda Wojewódzka MO.
Sztab brygady stacjonował w Koszalinie ul. Wojska Polskiego 66.
Aby nadać ochronie granic większą rangę, podkreślano wojskowy charakter formacji. Od 1 stycznia 1950 powrócono w nazwach jednostek do wcześniejszego określania: „Wojska Ochrony Pogranicza”. Z dniem 1 stycznia 1951 weszła w życie nowa numeracja batalionów i brygad Wojsk Ochrony Pogranicza. Na bazie 12 Brygady Ochrony Pogranicza powstała 15 Brygada WOP.

## Struktura organizacyjna
W 1948:
- Dowództwo, sztab i pododdziały dowodzenia
- Szkoła podoficerska
- Samodzielny batalion ochrony pogranicza nr 20 – Trzebiatów
- Samodzielny batalion ochrony pogranicza nr 22 – Koszalin
- Samodzielny batalion ochrony pogranicza nr 24 – Ustka
- Flotylla ścigaczy WOP – Darłówek

Etat brygady przewidywał: 3 bataliony, 1379 wojskowych i 12 pracowników cywilnych.
Na terenie odpowiedzialności brygady funkcjonowały trzy GPK:
- Graniczna Placówka Kontrolna nr 18 „Kołobrzeg” (morska)
- Graniczna Placówka Kontrolna nr 19 „Darłowo” (morska)
- Graniczna Placówka Kontrolna nr 20 „Ustka” (morska).

## Sztandar brygady
Wręczenia sztandaru dokonano na rynku w Koszalinie 12 października 1949. W uroczystości wziął udział główny inspektor Ochrony Pogranicza płk Roman Garbowski, a sztandar przyjął dowódca 12 Brygady OP mjr Alfred Bielecki. Według zwyczaju wbito 21 gwoździ w drzewce sztandaru, ale tylko 5 z nich jest opisanych.
Sztandar ufundowało społeczeństwo Koszalina, Kołobrzegu, Słupska i Sławna.

## Dowódcy brygady
- ppłk Mikołaj Alizarczyk (1948–1.10.1949)
- mjr Alfred Bielecki (1.10.1949–1.10.1950).

## Przekształcenia
4 Oddział Morski Ochrony Pogranicza → 4 Bałtycki Oddział WOP → 12 Brygada Ochrony Pogranicza → 15 Brygada WOP → 15 Bałtycka Brygada WOP → Bałtycka Brygada WOP → Bałtycki Oddział WOP